# Pachydactylus punctatus
Espèce
Synonymes
- Pachydactylus brunnthaleri Werner, 1913
- Pachydactylus punctalus langi FitzSimons, 1932

Pachydactylus punctatus est une espèce de geckos de la famille des Gekkonidae.

## Répartition
Cette espèce se rencontre en Afrique du Sud, en Namibie, en Angola, au Botswana, au Zimbabwe, au Mozambique, en Zambie et dans le sud du Congo-Kinshasa.

## Liste des sous-espèces
Selon The Reptile Database (24 octobre 2012) :
- Pachydactylus punctatus amoenoides Hewitt, 1935
- Pachydactylus punctatus punctatus Peters, 1854

## Publications originales
- Peters, 1854 : Diagnosen neuer Batrachier, welche zusammen mit der früher (24. Juli und 17. August) gegebenen Übersicht der Schlangen und Eidechsen mitgetheilt werden. Bericht über die zur Bekanntmachung geeigneten Verhandlungen der Königlich preussischen Akademie der Wissenschaften zu Berlin, vol. 1854, p. 614-628 (texte intégral).
- Hewitt, 1935 : Some new forms of batrachians and reptiles from South Africa. Records of the Albany Museum, vol. 4, p. 283-357.